# Campo la Lomba
Campo la Lomba o Campo de la Lomba es una localidad de España perteneciente al municipio de Riello en la comarca de Omaña, provincia de León, comunidad autónoma de Castilla y León. Hasta 1970 era cabeza de un municipio, conformado por localidades del antiguo concejo de la Lomba de Campestedo. En la actualidad apenas cuenta con habitantes fijos, aunque la población aumenta durante el verano y períodos de vacaciones. La única actividad económica en el pueblo es la producción y venta de miel. También se practica la ganadería y horticultura.

## Geografía

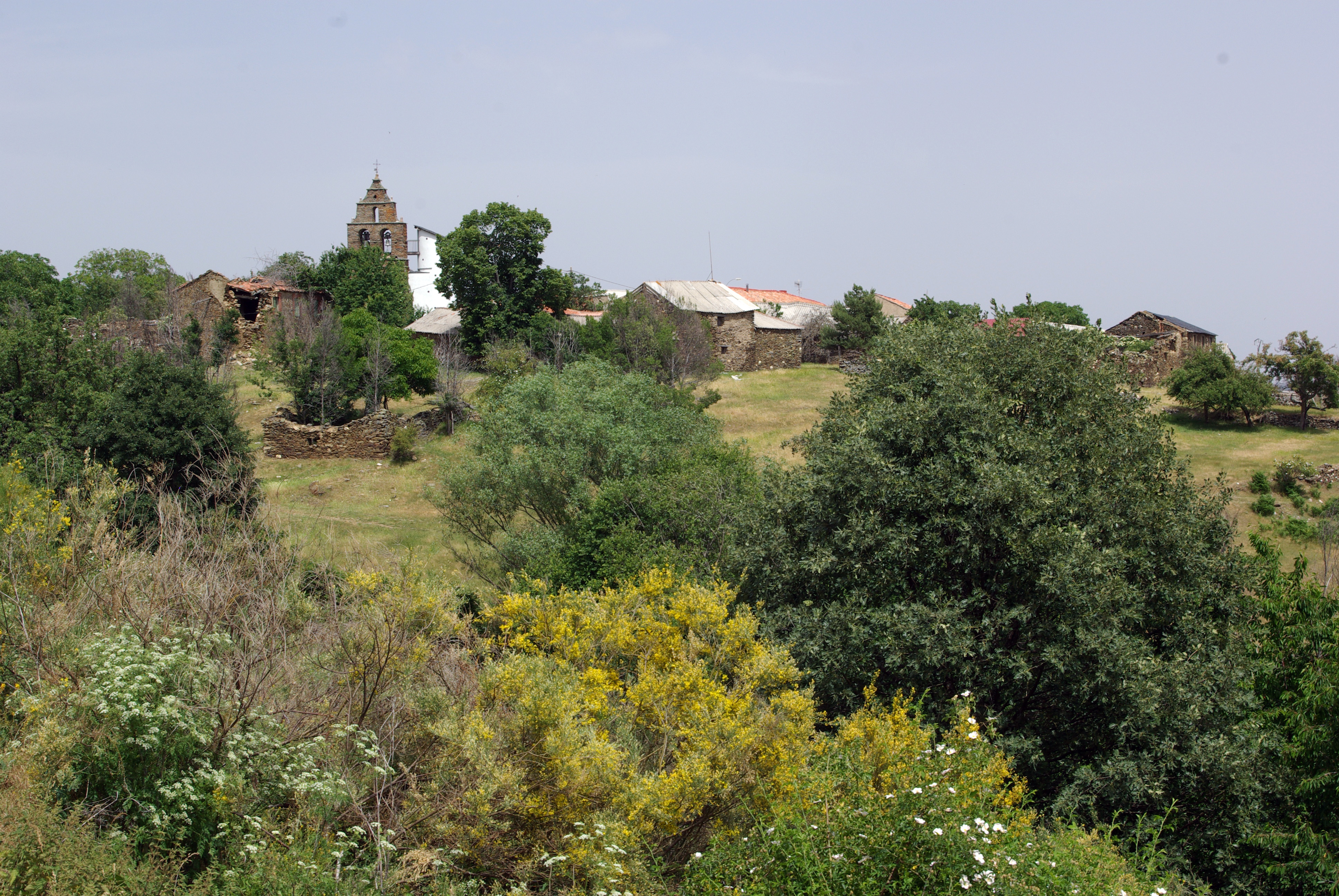
Vista general de Campo de la Lomba

Campo se ubica a una altitud de 1207 metros en la zona amesetada la Lomba de Campestedo. Las poblaciones más cercanas son Santibáñez de la Lomba al oeste, Castro de la Lomba e Inicio al este y La Omañuela al norte. Se encuentra a poca distancia del río Negro, afluente del Omaña.

### Clima
Campo la Lomba se sitúa se encuentra en la zona climática Csb,
según la clasificación climática de Köppen. Las temperaturas medias anuales están por debajo de los 9 °C; se dan precipitaciones generalmente por encima de los 1000 mm, a menudo en forma de nieve en invierno, y los veranos suelen ser secos.

## Historia
Hasta el siglo XVIII, Campo formaba parte del concejo de la Lomba. Cuando la organización territorial cambió para dar lugar a los municipios, pasó, como la mayoría de las poblaciones del concejo, a formar parte del nuevo municipio de Inicio. En 1860 las poblaciones de la Lomba se desligaron de Inicio para formar el municipio de Campo de la Loma, que se integró a Riello en 1970 por la disminución de la población que tuvo lugar durante el siglo XX.

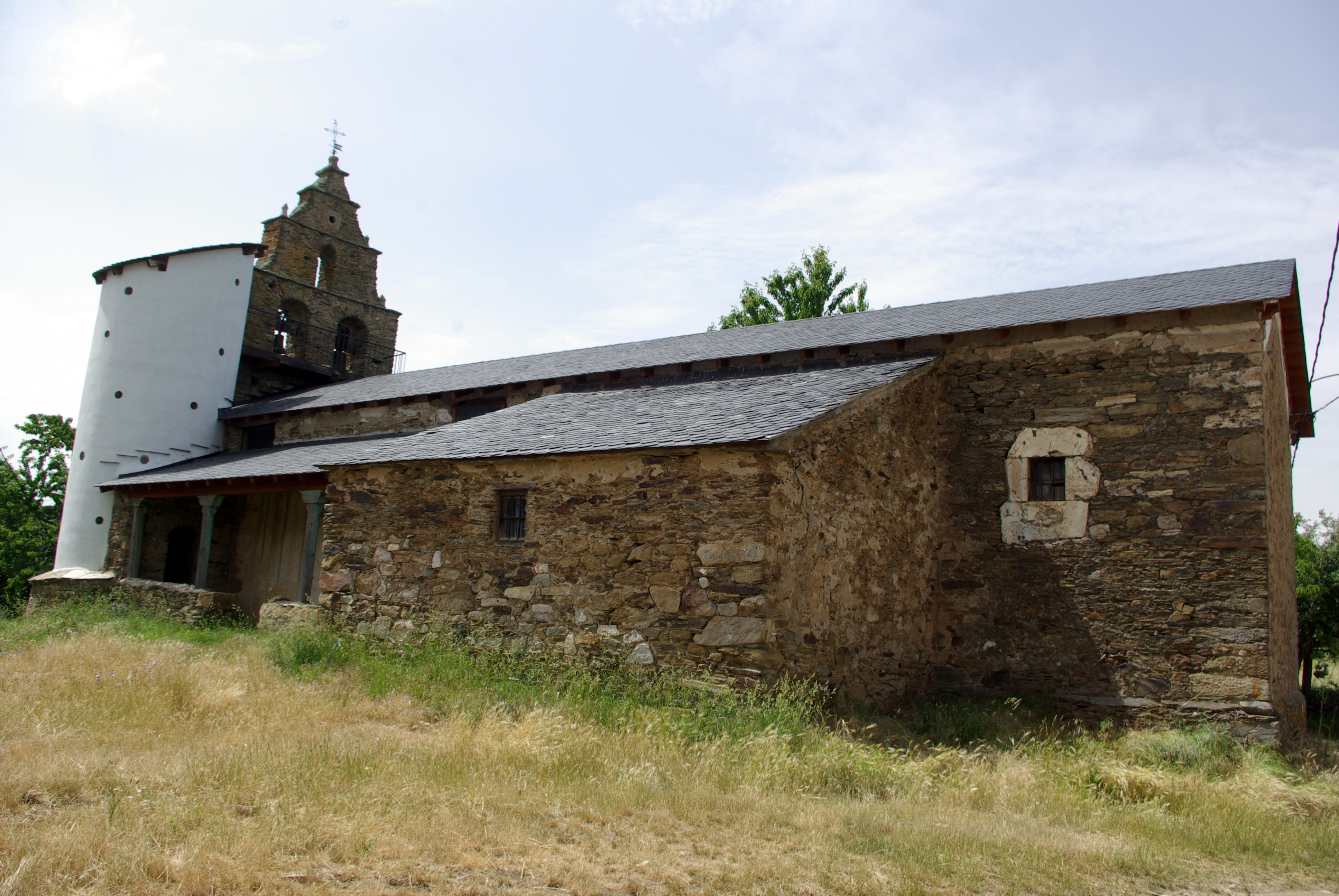
Iglesia de Campo de la Lomba

## Demografía
| Gráfica de evolución demográfica de Campo de la Lomba entre 1842 y 1960 |
| |
| Población de derecho según los censos de población del INE Población de hecho según los censos de población del INE Entre el censo de 1857 y el anterior disminuye el término del municipio porque independiza a Valdesamario Entre el censo de 1970 y el anterior este municipio desaparece porque se integra en Riello |

## Patrimonio
El edificio más destacado de la localidad es la iglesia de San Pedro, cuya cubierta y torre han sido recientemente restauradas.

## Comunicaciones
La localidad está situada a 51,5 km por carretera al noroeste de León, desde donde se llega por la autopista AP-66 o la carretera CL-623 (León-Villablino), tomando la LE-493 en la población de La Magdalena hasta Riello. Desde Riello se accede por la CV-128-19 y la CV-128-5. Por el oeste, se alcanza desde Villablino, en la CL-631, por el puerto de la Magdalena. El aeropuerto más cercano es el de León, a unos 50 km